# Altiport Philippe-Cachat
L'altiport Philippe-Cachat est un aérodrome privé de France situé en Haute-Savoie, sur la commune des Houches, dans le parc animalier de Merlet. Il se composte d'une piste engazonnée.

## Histoire
En 1967, Philippe Cachat, habitant les Houches, crée au-dessus du village un parc animalier au hameau de montagne de Merlet,. Également pilote d'avion et propriétaire d'un Morane-Saulnier Rallye et d'un Jodel Mousquetaire 3, il y aménage en 1970 une piste afin de pratiquer l'aviation de montagne,. La une du numéro de janvier 1972 du magazine Aviasport met en scène l'un des deux appareils et deux chamois au Merlet, face au massif du Mont-Blanc.
Philippe Cachat meurt dans un accident aérien le 9 juillet 1979 vers le col du Tour et la piste porte depuis son nom.

## Installations
L'unique piste engazonnée n'est accessible qu'à des appareils privés en-dehors des horaires d'ouverture au public du parc animalier.
Une stèle au nom de Philippe Cachat et une sculpture représentant un avion en bois sont installés au bord de la piste.

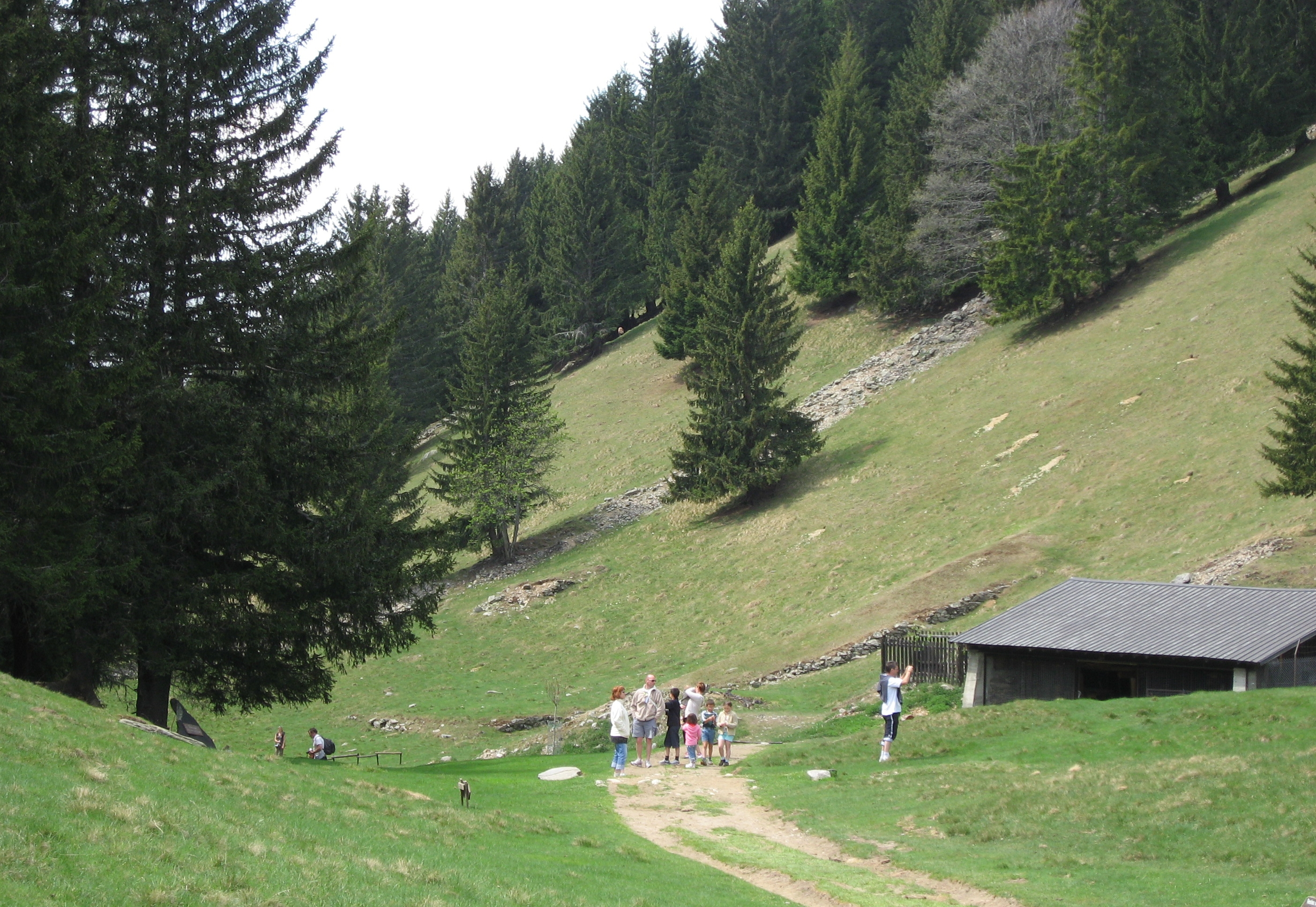
Le parc animalier de Merlet avec sous la gauche sous les arbres la stèle au nom de Philippe Cachat et derrière elle l'extrémité de la piste.